# Syn

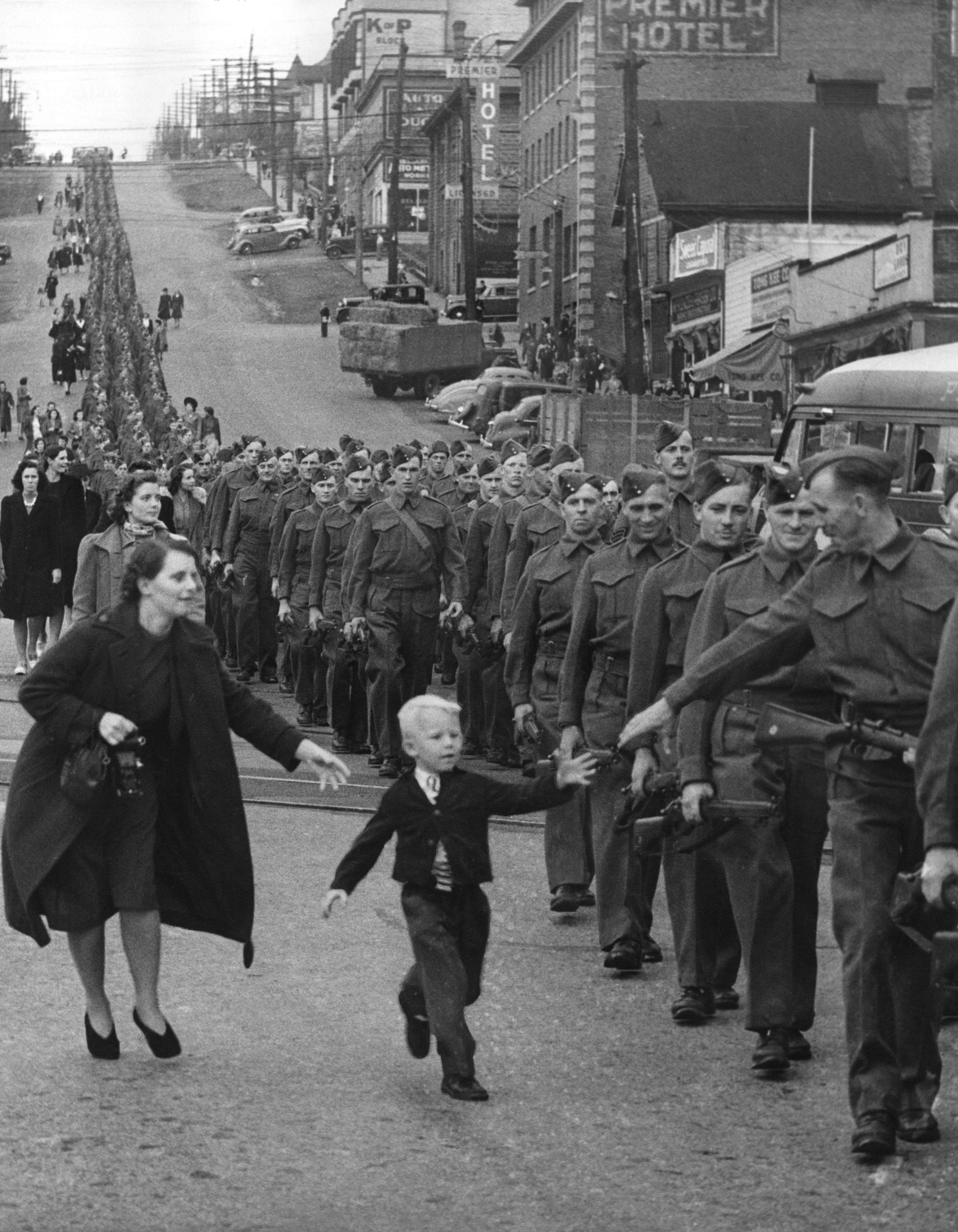

Syn – nazwa relacji rodzinnej dla krewnego pierwszego stopnia w linii prostej (zstępny, potomek) płci męskiej, należącego do dzieci z danego związku (rodziców).
W krajach, gdzie większość ludności zajmuje się rolnictwem, posiadanie dużej ilości synów świadczy o wysokim statusie społecznym. Przyczyną tego jest przeświadczenie że syn jest silniejszy fizycznie i lepiej będzie prowadził rolę niż córka. W wielu kulturach tylko syn mógł zasiąść na tronie władcy, gdyż kobieta uważana była wyłącznie za osobę rodzącą dzieci.